# Rebecca Posner
Rebecca Posner (* 17. August 1929 in Shotton, Durham; † 19. Juli 2018) war eine britische Romanistin.

## Leben und Werk
Posner begann ihr Studium 1949 im Somerville College in Oxford und  promovierte 1958 bei Alfred Ewert über Consonantal Dissimilation in the Romance Languages (Oxford 1961). Von 1956 bis 1957 studierte sie in Paris bei André Martinet und André-Georges Haudricourt. 1959 war sie an der Yale-Universität. Sie lehrte von 1960 bis 1963 im Girton College in Cambridge, von 1963 bis 1965 als Professor of French studies and head of Department of Modern Languages an der  Universität von Ghana, von 1965 bis 1978 als Reader in Linguistics an der Universität York und schließlich von 1978 bis zu ihrer Emeritierung 1996 als Professorin für romanische Sprachen in Oxford, wo sie gleichzeitig Fellow am St Hugh’s College war. Seither forschte sie am  Oxford University  Centre for Linguistics & Philology. Von 1996 bis 2000 war sie Vorsitzende der Philological Society.

## Weitere Werke
- The Romance languages. A linguistic introduction, New York 1966, Gloucester, Mass. 1970
- (zusammen mit Iorgu Iordan und John Orr) An introduction to Romance linguistics. Its schools and scholars, with a supplement: Thirty years on, by Rebecca Posner, Oxford 1970
- On the Romance languages. An inaugural lecture delivered before the University of Oxford on 5 June, 1980, Oxford 1980
- (Hrsg. zusammen mit John Nigel Green) Romance comparative and historical linguistics, The Hague 1980 (Trends in Romance linguistics and philology 1)
- (Hrsg. zusammen mit John Nigel Green) Synchronic Romance linguistics, The Hague 1981 (Trends in Romance linguistics and philology 2)
- (Hrsg. zusammen mit John Nigel Green) Language and philology in Romance, The Hague 1982 (Trends in Romance linguistics and philology 3)
- (Hrsg. zusammen mit John Nigel Green) National and regional trends in Romance linguistics and philology, The Hague 1982 (Trends in Romance linguistics and philology 4)
- (Hrsg. zusammen mit John Nigel Green) Bilingualism and linguistic conflict in Romance, Berlin/New York 1993 (Trends in Romance linguistics and philology 5)
- Romance Linguistics in Oxford 1840–1940, in: Lingua et Traditio. Geschichte der Sprachwissenschaft und der neueren Philologien. Festschrift für Hans Helmut Christmann zum 65. Geburtstag, hrsg. von Richard Baum, Klaus Böckle, Franz Josef Hausmann und Franz Lebsanft, Tübingen 1994, S. 375–383
- The Romance Languages, Cambridge 1996 (spanisch: Madrid  1998)
- Linguistic Change in French, Oxford 1997